# Stany Zjednoczone na Zimowych Igrzyskach Olimpijskich 1998
Stany Zjednoczone na Zimowych Igrzyskach Olimpijskich 1998 reprezentowało 186 zawodników. Był to osiemnasty start Stanów Zjednoczonych na zimowych igrzyskach olimpijskich.

## Zdobyte medale
| Medal  | Zawodnik | Dyscyplina sportowa   | Konkurencja                 |
| ------ | --- | --------------------- | --------------------------- |
| Złoto  | Picabo Street | Narciarstwo alpejskie | Supergigant kobiet          |
| Złoto  | Tara Lipinski | Łyżwiarstwo figurowe  | Solistki                    |
| Złoto  | Eric Bergoust | Narciarstwo dowolne   | Skoki akrobatyczne mężczyzn |
| Złoto  | Jonny Moseley | Narciarstwo dowolne   | Jazda po muldach mężczyzn   |
| Złoto  | Nikki Stone | Narciarstwo dowolne   | Skoki akrobatyczne kobiet   |
| Złoto  | Chris Bailey Laurie Baker Alana Blahoski Lisa Brown-Miller Karyn Bye Colleen Coyne Sara DeCosta Tricia Dunn-Luoma Cammi Granato Katie King Shelley Looney Sue Merz A.J. Mleczko Tara Mounsey Vicki Movsessian Angela Ruggiero Jenny Schmidgall-Potter Sarah Tueting Gretchen Ulion Sandra Whyte | Hokej na lodzie       | Kobiety                     |
| Srebro | Michelle Kwan | Łyżwiarstwo figurowe  | Solistki                    |
| Srebro | Gordon Sheer Chris Thorpe | Saneczkarstwo         | Dwójki mężczyzn             |
| Srebro | Chris Witty | Łyżwiarstwo szybkie   | 1000 m mężczyzn             |
| Brąz   | Mark Grimmette Brian Martin | Saneczkarstwo         | Dwójki mężczyzn             |
| Brąz   | Ross Powers | Snowboarding          | Halfpipe mężczyzn           |
| Brąz   | Shannon Dunn-Downing | Snowboarding          | Halfpipe kobiet             |
| Brąz   | Chris Witty | Łyżwiarstwo szybkie   | 1500 m mężczyzn             |

## Wyniki reprezentantów Stanów Zjednoczonych

### Biathlon
Mężczyźni
- Jay Hakkinen

sprint - 60. miejsce
bieg indywidualny - 42. miejsce
- Robert Rosser

bieg indywidualny - 69. miejsce
- Dan Westover

sprint - 49. miejsce
- Jay Hakkinen
Dan Westover
Andrew Erickson
Robert Rosser

sztafeta - 17. miejsce
Kobiety
- Deborah Nordyke

sprint - 48. miejsce
- Kristina Sabasteanski

sprint - 33. miejsce
- Kara Salmela

bieg indywidualny - 56. miejsce
- Ntala Skinner

bieg indywidualny - 61. miejsce
- Stacey Wooley

sprint - 58. miejsce
bieg indywidualny - 55. miejsce
- Ntala Skinner
Stacey Wooley
Kara Salmela
Kristina Sabasteanski

sztafeta - 15. miejsce

### Bobsleje
Mężczyźni
- Brian Shimer
Garrett Hines

Dwójki - 10. miejsce
- Jim Herberich
Robert Olesen

Dwójki - 7. miejsce
- Brian Shimer
Chip Minton
Randy Jones
Garrett Hines

Czwórki – 5. miejsce
- Jim Herberich
Darrin Steele
John Kasper
Robert Olesen

Czwórki - 12. miejsce

### Biegi narciarskie
Mężczyźni
- John Bauer

10 km stylem klasycznym - 41. miejsce
Bieg łączony - 47. miejsce
30 km stylem klasycznym - 45. miejsce
50 km stylem dowolnym - 53. miejsce
- Marc Gilbertson

50 km stylem dowolnym - 52. miejsce
- Marcus Nash

10 km stylem klasycznym - 78. miejsce
30 km stylem klasycznym - 49. miejsce
50 km stylem dowolnym - 35. miejsce
- Justin Wadsworth

10 km stylem klasycznym - 47. miejsce
Bieg łączony - 44. miejsce
30 km stylem klasycznym - 37. miejsce
- Patrick Weaver

10 km stylem klasycznym - 43. miejsce
Bieg łączony - 40. miejsce
30 km stylem klasycznym − DNF
50 km stylem dowolnym - 44. miejsce
- Marcus Nash
John Bauer
Patrick Weaver
Justin Wadsworth

sztafeta - 17. miejsce
Kobiety
- Nina Kemppel

5 km stylem klasycznym - 67. miejsce
15 km stylem klasycznym - 52. miejsce
- Suzanne King

15 km stylem klasycznym - 48. miejsce
30 km stylem dowolnym - 43. miejsce
- Laura McCabe

5 km stylem klasycznym - 75. miejsce
30 km stylem dowolnym - 49. miejsce
- Karen Petty

5 km stylem klasycznym - 51. miejsce
Bieg łączony - 52. miejsce
15 km stylem klasycznym - 47. miejsce
30 km stylem dowolnym - 41. miejsce
- Laura Wilson

5 km stylem klasycznym - 65. miejsce
Bieg łączony - 57. miejsce
15 km stylem klasycznym - 53. miejsce
30 km stylem dowolnym - 36. miejsce
- Karen Petty
Suzanne King
Laura McCabe
Laura Wilson

sztafeta - 15. miejsce

### Curling
Mężczyźni
- Tim Somerville, Mike Peplinski, Myles Brundidge, John Gordon, Tim Solin – 4. miejsce

Kobiety
- Lisa Schoeneberg, Erika Brown, Debbie Henry, Lori Mountford, Stacy Liapis – 5. miejsce

### Hokej na lodzie
Mężczyźni
- Tony Amonte, Bryan Berard, Keith Carney, Chris Chelios, Adam Deadmarsh, Bill Guerin, Derian Hatcher, Kevin Hatcher, Jamie Langenbrunner, Brett Hull, Pat LaFontaine, John LeClair, Brian Leetch, Mike Modano, Joel Otto, Mike Richter, Jeremy Roenick, Mathieu Schneider, Gary Suter, Keith Tkachuk, John Vanbiesbrouck, Doug Weight – 5. miejsce

Kobiety
- Chris Bailey, Laurie Baker, Alana Blahoski, Lisa Brown-Miller, Karyn Bye, Colleen Coyne, Sara DeCosta, Tricia Dunn-Luoma, Cammi Granato, Katie King, Shelley Looney, Sue Merz, A.J. Mleczko, Tara Mounsey, Vicki Movsessian, Angela Ruggiero, Jenny Schmidgall-Potter, Sarah Tueting, Gretchen Ulion, Sandra Whyte –

### Kombinacja norweska
Mężczyźni
- Bill Demong

Gundersen - 34. miejsce
- Dave Jarrett

Gundersen - 30. miejsce
- Todd Lodwick

Gundersen - 20. miejsce
- Tim Tetreault

Gundersen - 36. miejsce
- Dave Jarrett
Tim Tetreault
Bill Demong
Todd Lodwick

sztafeta - 10. miejsce

### Łyżwiarstwo figurowe
Mężczyźni
- Todd Eldredge

soliści - 4. miejsce
- Michael Weiss

soliści - 7. miejsce
Kobiety
- Nicole Bobek

solistki - 17. miejsce
- Michelle Kwan

solistki – 
- Tara Lipinski

solistki – 
Pary
- Kyoko Ina
Jason Dungjen

Pary sportowe - 4. miejsce
- Jessica Joseph
Charles Butler

Pary taneczne - 21. miejsce
- Jenni Meno
Todd Sand

Pary sportowe - 8. miejsce
- Elizabeth Punsalan
Jerod Swallow

Pary taneczne - 7. miejsce

### Łyżwiarstwo szybkie
Mężczyźni
- KC Boutiette

1000 m - 8. miejsce
1500 m – 5. miejsce
5000 m - 14. miejsce
10 000 m - 8. miejsce
- Cory Carpenter

500 m - 36. miejsce
1000 m - 29. miejsce
1500 m - 32. miejsce
- Dave Cruikshank

500 m - 25. miejsce
- Casey FitzRandolph

500 m – 6. miejsce
1000 m - 7. miejsce
1500 m - 31. miejsce
- Nate Mills

1000 m - 23. miejsce
- Marc Pelchat

500 m - 23. miejsce
- Dave Tamburrino

1500 m - 35. miejsce
5000 m - 16. miejsce
10 000 m - 16. miejsce
Kobiety
- Moira D’Andrea

500 m - 19. miejsce
1000 m - 9. miejsce
1500 m - 14. miejsce
- Kirstin Holum

3000 m – 6. miejsce
5000 m - 7. miejsce
- Catherine Raney-Norman

3000 m - 22. miejsce
- Jennifer Rodriguez

1000 m - 13. miejsce
1500 m - 8. miejsce
3000 m - 4. miejsce
5000 m - 10. miejsce
- Amy Sannes

500 m - 26. miejsce
- Becky Sundstrom

500 m - 17. miejsce
1000 m – 6. miejsce
1500 m - 12. miejsce
- Chris Witty

500 m - 10. miejsce
1000 m – 
1500 m – 

### Narciarstwo alpejskie
Mężczyźni
- Chad Fleischer

supergigant - 34. miejsce
kombinacja − DNF
- Sacha Gros

gigant - 26. miejsce
- Matt Grosjean

slalom – 15. miejsce
kombinacja − DNF
- A.J. Kitt

zjazd − DNF
- Chip Knight

slalom − DNF
- Andy LeRoy

slalom − DNF
- Bode Miller

gigant − DNF
slalom − DNF
- Tommy Moe

zjazd – 12. miejsce
supergigant - 8. miejsce
- Casey Puckett

gigant − DNF
- Daron Rahlves

supergigant - 7. miejsce
gigant - 20. miejsce
- Kyle Rasmussen

zjazd – 9. miejsce
supergigant - 13. miejsce
- Jason Rosener

zjazd – 15. miejsce
kombinacja − DNF
Kobiety
- Kirsten Clark

zjazd – 28. miejsce
supergigant − DNF
kombinacja - 18. miejsce
- Kristina Koznick

slalom − DNF
- Caroline Lalive

gigant − DNF
kombinacja - 7. miejsce
- Jonna Mendes

zjazd – 17. miejsce
supergigant - 32. miejsce
kombinacja - 14. miejsce
- Kathleen Monahan

zjazd – 26. miejsce
supergigant - 29. miejsce
- Tasha Nelson

slalom − DNF
- Julie Parisien

gigant - 28. miejsce
slalom – 13. miejsce
- Alex Shaffer

gigant − DNF
kombinacja - 9. miejsce
- Sarah Schleper

gigant − DNF
slalom – 22. miejsce
- Picabo Street

zjazd – 6. miejsce
supergigant – 

### Narciarstwo dowolne
Mężczyźni
- Eric Bergoust

skoki akrobatyczne – 
- Matt Chojnacki

skoki akrobatyczne - 21. miejsce
- Evan Dybvig

jazda po muldach - 31. miejsce
- Mariano Ferrario

skoki akrobatyczne - 15. miejsce
- Jim Moran

jazda po muldach - 23. miejsce
- Jonny Moseley

jazda po muldach – 
- Britt Swartley

skoki akrobatyczne – 5. miejsce
- Alexander Wilson

jazda po muldach - 10. miejsce
Kobiety
- Ann Battelle

jazda po muldach - 10. miejsce
- Stacey Blumer

skoki akrobatyczne - 20. miejsce
- Tracy Evans

skoki akrobatyczne - 17. miejsce
- Liz McIntyre

jazda po muldach - 8. miejsce
- Nikki Stone

skoki akrobatyczne – 
- Donna Weinbrecht

jazda po muldach - 4. miejsce

### Saneczkarstwo
Mężczyźni
- Larry Dolan

jedynki - 13. miejsce
- Adam Heidt

jedynki - 9. miejsce
- Wendel Suckow

jedynki – 6. miejsce
- Chris Thorpe
Gordy Sheer

dwójki – 
- Mark Grimmette
Mark Brian Martin

dwójki – 
Kobiety
- Bethany Calcaterra-McMahon

jedynki - 8. miejsce
- Cammy Myler

jedynki - 7. miejsce
- Erin Warren

jedynki – 6. miejsce

### Short track
Mężczyźni
- Andy Gabel

500 m - 7. miejsce
1000 m - 4. miejsce
- Scott Koons

1000 m - 25. miejsce
- Rusty Smith

500 m - 22. miejsce
1000 m - 13. miejsce
- Dan Weinstein

500 m - 17. miejsce
- Andy Gabel
Tommy O’Hare
Rusty Smith
Eric Flaim

sztafeta – 6. miejsce
Kobiety
- Erin Gleason

500 m - 13. miejsce
1000 m - 18. miejsce
- Amy Peterson

500 m - 19. miejsce
1500 m - 4. miejsce
- Erin Porter

1000 m - 28. miejsce
1500 m - 28. miejsce
- Caroline Hallisey
Amy Peterson
Erin Porter
Cathy Turner
Erin Gleason

sztafeta – 5. miejsce

### Skoki narciarskie
Mężczyźni
- Alan Alborn

Skocznia duża - 42. miejsce
Skocznia normalna - 44. miejsce
- Casey Colby

Skocznia duża - 42. miejsce
Skocznia normalna - 30. miejsce
- Brendan Doran

Skocznia duża - 52. miejsce
Skocznia normalna - 58. miejsce
- Randy Weber

Skocznia normalna - 49. miejsce
Skocznia duża - 50. miejsce
- Mike Keuler
Alan Alborn
Randy Weber
Casey Colby

drużynowo - 12. miejsce

### Snowboard
Mężczyźni
- Ron Chiodi

halfpipe - 31. miejsce
- Adam Hostetter

gigant − DNF
- Mike Jacoby

gigant - 17. miejsce
- Chris Klug

gigant – 6. miejsce
- Ross Powers

halfpipe – 
- Todd Richards

halfpipe - 16. miejsce
Kobiety
- Cara-Beth Burnside

halfpipe - 4. miejsce
- Barrett Christy

halfpipe - 14. miejsce
- Shannon Dunn

halfpipe – 
- Rosey Fletcher

gigant − DNF
- Lisa Kosglow

gigant -DNF
- Betsy Shaw

gigant − DNF
- Michelle Taggart

halfpipe - 19. miejsce
- Sondra Van Ert

gigant - 12. miejsce